# Paramacronychiinae
Paramacronychiinae (лат.) — подсемейство серых мясных мух (Sarcophagidae). Насчитывает около 100 видов. Среди них опасная Вольфартова муха, вызывающая миаз, называемый вольфартиозом, который наблюдается у овец, коз, крупного рогатого скота, верблюдов и собак и, реже, у людей.

## Описание
Мухи среднего размера, хотя они варьируются от небольших экземпляров Blaesoxiphella brevicornis с длиной не более 3,5 мм до крупной Wohlfahrtia bellameas, достигающей 20 мм. Большинство видов густо покрыты сероватым или светло-коричневым микротоментумом с более или менее отчётливым рисунком на брюшке, состоящим из срединной полосы и тёмных боковых пятен. Крайними являются серебристые микротоментозные виды Wohlfahrtiodes с едва заметными брюшными пятнами, и блестяще-чёрный и почти атоментозный Nyctia halterata. Род Brachicomacontains содержит черноватые виды с более или менее обширными полосами серебристого с более или менее обширными полосами серебристого микротоментума в передней части брюшных тергитов.
Следующие признаки могут быть аутапоморфными для подсемейства и они относятся к терминалии самца и связанных с ней структур: брюшной 5-й стернит самца маленький и с неглубокой задней выемкой; тергит 6 сросся с синтергостернитами 7—8; сурстили срослись с эпандрием; акрофаллус длинный и изогнутый.

## Биология
Особенности биологии различается в пределах Paramacronychiinae. Agriais — род хищников или паразитоидов бабочек, виды Brachycoma — хищники на неполовозрелых (в основном, предкуколках) шмелей, Sarcophila и Wohlfahrtia — падальщики и хищники насекомых, а в последнем роде — некоторые виды, вызывающие миаз у млекопитающих. Виды Wohlfahrtia даже успешно использовались для лечения человеческих ран. Oophagomyia plotnikovi является хищником яиц кузнечиков, Blaesoxiphella brevicornisa — паразитоидом кузнечиков, а Nyctia была выведена из лёгочных улиток. Galopagomyia inoah была выведена из гниющих черепашьих яиц.

## Систематика
Известно около 100 видов. Филогенетический анализ с использованием данных о последовательности трёх митохондриальных (COI, cytB, ND4) и одного ядерного (Ef-1α) генов показал, что Paramacronychiinae являются сестринскими для подсемейства Miltogramminae.
- Agria Robineau-Desvoidy, 1830[3]
- Angiometopa Brauer & von Bergenstamm, 1889[4]
- Asiosarcophila Rohdendorf & Verves, 1978[5]
- Blaesoxiphella Villeneuve, 1912[6]
- Brachicoma Rondani, 1856[7]
- Cattasoma Reinhard, 1947[8]
- Chauliooestrus Villeneuve, 1925[9]
- Dexagria Rohdendorf, 1978[10]
- Erythrandra Brauer & von Bergenstamm, 1891[11]
- Galopagomyia Bischof, 1904[12]
- Goniophyto Townsend, 1927[13]
- Kurahashiodes Verves, 2001[14]
- Mimagria Verves, 2001[14]
- Nyctia Robineau-Desvoidy, 1830[3]
- Oophagomyia Rohdendorf, 1928[15]
- Paramacronychia Brauer & von Bergenstamm, 1889[4][16]
- Primorya Pape, 1998[17]
- Sarcophila Rondani, 1856[7]
- Sarcotachina Portschinsky, 1881[18]
- Toxonagria Shewell, 1987[19]
- Turanomyia Rohdendorf & Verves, 1979[20]
- Wohlfahrtia Brauer & von Bergenstamm, 1889[4][21]
- Wohlfahrtiodes Villeneuve, 1910[22]